# Nema (ort i Gambia)
Nema är en ort i Gambia. Den ligger i regionen Central River, i den östra delen av landet, 190 km öster om huvudstaden Banjul. Antalet invånare var 360 vid folkräkningen 2013.